# Carlesia
- Commons
- Wikispecies

Carlesia é um género botânico pertencente à família Apiaceae.